# Моцар, Александр Владимирович
Алекса́ндр Влади́мирович Мо́цар (укр. Олександр Володимирович Моцар; род. 20 марта 1975, Чернигов, Украинская ССР, СССР) — украинский поэт, прозаик (пишет на русском языке).
Работал журналистом в периодических изданиях Чернигова и Киева, сотрудником киевской креатив-студии. Автор прозаико-поэтических сборников «Бим и Бом и другие клоуны» (2013), «Родченко (кошки-мышки)» (2016), «E=M (Механика)» (2018), «Простые фокусы, или Смотрите, на ветке сидит попугай!» (2019), многочисленных публикаций в российских, украинских, американских, французских, немецких литературных изданиях, в том числе журналах и альманахах «Дети Ра», «Черновик», «©оюз Писателей», «Журнал ПОэтов», «Альманах Академии Зауми», «Акт», «Словолов», «Стетоскоп», «СТЫХ», «Футурум АРТ», сетевом литературно-философском журнале «Топос» и др. 
Куратор сетевой версии нью-йоркского литературно-художественного альманаха «Черновик». Вице-президент Академии Зауми Украины (АЗукр), участник литературной группы ДООС. Организатор (совместно с Юрием Гиком) международного мейл-арт-проекта «45 лет школы корреспонденции Рэя Джонсона» (2008). 
Лауреат журнала «Дети Ра» (2006), литературной премии Myprize (2018) для поэтов старше 35 лет, учреждённой российским поэтом и культурологом Даной Курской. Победитель поэтического слэма российской Григорьевской премии, основанной российским литературным критиком, публицистом и переводчиком Виктором Топоровым  (2015). Повесть «Тыл» входила в длинный список российской литературной премии «Национальный бестселлер» (2020).

Живёт в Буче (Киевская область).